# Femoracoelotes
Genre
Femoracoelotes est un genre d'araignées aranéomorphes de la famille des Agelenidae.

## Distribution
Les espèces de ce genre sont endémiques de Taiwan.

## Liste des espèces
Selon World Spider Catalog (version 17.0, 01/06/2016) :
- Femoracoelotes latus (Wang, Tso & Wu, 2001)
- Femoracoelotes platnicki (Wang & Ono, 1998)

## Publication originale
- Wang, 2002 : A generic-level revision of the spider subfamily Coelotinae (Araneae, Amaurobiidae). Bulletin of the American Museum of Natural History, no 269, p. 1-150 (texte intégral).